# Kao Cheng-jui
Pour les articles homonymes, voir Kao.
Dans ce nom chinois, le nom de famille, Kao, précède le nom personnel Cheng-jui.
Kao Cheng-jui (chinois traditionnel : 高承睿 ; pinyin : Gāo Chéngruì), né le 25 décembre 2004, est un pongiste taïwanais.

## Biographie
En 2022, il remporte dans la catégorie des moins de 19 ans le Youth Contender de Platja d'Aro, de Darwin et Podgorica. Il perd en finale des championnats d'Asie junior contre le chinois Chen Yuanyu.
Il occupe la place de no 1 mondial des moins de 19 ans pendant les trois premières semaines de janvier 2023. En avril il gagne le Youth Star Contender de Podgorica. En août il est défait par le portugais Marcos Freitas sur le score de 4 set à 1 en finale du WTT Contender de Lima. Il s'incline face au chinois Lin Shidong en demi-finale du tableau junior des championnats du monde jeune.
Il est médaillé de bronze aux championnats du monde par équipes 2024 à Busan. Il joue alors en position no 3 de l'équipe de Taïwan, composée de Lin Yun-ju et Chuang Chih-yuan, qui est éliminée par la France en demi-finale de la compétition.
Il s'illustre notamment en battant le Nigérian Quadri Aruna, alors 13ème joueur mondial, au WTT Contender Lima 2023 ; le Chinois Lin Gaoyuan, alors 8ème joueur mondial au WTT Champions Macao 2024 ainsi que le Suédois Truls Möregårdh, alors 10ème joueur mondial et vice-champion olympique en titre, lors du même tournoi.
Il est le 32e joueur mondial en juillet 2024.